# Torneo del Inca 2014
El Torneo del Inca 2014 (denominado Movistar por razones de patrocinio) fue un torneo de copa disputado previo al Campeonato Descentralizado 2014. Constituyó una competencia de carácter oficial de equipos de la Primera División y participaron en él los dieciséis clubes que la integraban.   
Su organización, control y desarrollo estuvo a cargo de la Asociación Deportiva de Fútbol Profesional (ADFP), bajo la supervisión de la Federación Peruana de Fútbol (FPF). Comenzó el 14 de febrero y culminó el 21 de mayo con la final disputada en el estadio Miguel Grau del Callao entre Alianza Lima y la Universidad San Martín de Porres, resultando ganador el primero de ellos.

## Sistema de campeonato
La Asamblea de Bases de la Asociación Deportiva de Fútbol Profesional (ADFP) decidió que el Torneo del Inca se juegue con el formato de dos grupos de ocho equipos y una final. Se juega de la siguiente manera:
1. Se arman dos grupos de ocho equipos cada uno en los que Universitario y Alianza Lima son cabezas de serie. Las llaves se completaron mediante sorteo.
2. Se disputan partidos de ida y vuelta y los ganadores de cada grupo juegan una sola final en cancha neutral, elegida por la Junta Directiva de la ADFP.
3. El ganador del torneo clasifica a la Copa Libertadores 2015 como Perú 3, mientras que el 2.º lugar clasifica a la Copa Sudamericana 2015 como Perú 4.
4. Ambos equipos deben quedar entre los ocho primeros de la tabla acumulada del Campeonato Descentralizado 2014.
5. El equipo que termine en último lugar empezará el Torneo Descentralizado con 3 puntos menos.

## Equipos participantes
Participan los 16 equipos de Primera División.
| Club             | Ciudad      | Entrenador            | Estadio                   | Capacidad | Marca    | Patrocinador principal |
| ---------------- | ----------- | --------------------- | ------------------------- | --------- | -------- | ---------------------- |
| Alianza Lima     | Lima        | Guillermo Sanguinetti | Alejandro Villanueva      | 35.000    | Nike     | Cerveza Cristal        |
| Cienciano        | Cusco       | Martín García         | Municipal de Urcos        | 10.000    | Lotto    | Caja Cusco             |
| FBC Melgar       | Arequipa    | Juan Reynoso          | Monumental de la UNSA     | 47.000    | Joma     | Bandera de ?           |
| Inti Gas         | Ayacucho    | Rolando Chilavert     | Ciudad de Cumaná          | 15.000    | Walon    | Inti Gas               |
| Juan Aurich      | Chiclayo    | Roberto Mosquera      | Elías Aguirre             | 25.000    | Walon    | Grupo Oviedo           |
| León de Huánuco  | Huánuco     | Wilmar Valencia       | Heraclio Tapia            | 25.000    | Loma's   | CPP                    |
| Los Caimanes     | Puerto Eten | Teddy Cardama         | Francisco Mendoza Pizarro | 5.000     | Loma's   | Bandera de ?           |
| Real Garcilaso   | Cusco       | Fredy García          | Municipal de Urcos        | 10.000    | Marathon | I-Run                  |
| San Simón        | Moquegua    | Edgardo Malvestiti    | 25 de Noviembre           | 21.000    | Real     | ReumaSol               |
| Sport Huancayo   | Huancayo    | Daniel Córdoba        | Huancayo                  | 20.000    | Manchete | Bandera de ?           |
| Sporting Cristal | Lima        | Daniel Ahmed          | Alberto Gallardo          | 18.000    | Adidas   | Cerveza Cristal        |
| Unión Comercio   | Rioja       | Walter Aristizábal    | Regional IPD              | 6.000     | Real     | Olva Courier           |
| U. César Vallejo | Trujillo    | Franco Navarro        | Mansiche                  | 27.000    | Walon    | UCV                    |
| U. San Martín    | Lima        | Julio César Uribe     | Miguel Grau               | 18.000    | Umbro    | Herbalife              |
| UTC              | Cajamarca   | Carlos Galván         | Héroes de San Ramón       | 18.000    | Convert  | UAP                    |
| Universitario    | Lima        | José del Solar        | Monumental                | 80.093    | Umbro    | Bandera de ?           |

### Equipos por departamento
| Departamentos | N.º | Club                                                              |
| ------------- | --- | ----------------------------------------------------------------- |
| Lima          | 4   | - Alianza Lima - Sporting Cristal - U. San Martín - Universitario |
| Cusco         | 2   | - Cienciano - Real Garcilaso                                      |
| Lambayeque    | 2   | - Juan Aurich - Los Caimanes                                      |
| Arequipa      | 1   | - FBC Melgar                                                      |
| Ayacucho      | 1   | - Inti Gas                                                        |
| Cajamarca     | 1   | - UTC                                                             |
| Huánuco       | 1   | - León de Huánuco                                                 |
| Junín         | 1   | - Sport Huancayo                                                  |
| La Libertad   | 1   | - U. César Vallejo                                                |
| Moquegua      | 1   | - San Simón                                                       |
| San Martín    | 1   | - Unión Comercio                                                  |

| Unión Comercio Juan Aurich Los Caimanes UTC de Cajamarca César Vallejo León de Huánuco Sport Huancayo Alianza Lima Sporting Cristal San Martín Universitario Inti Gas Cienciano Real Garcilaso Melgar San Simón |

## Fase de grupos

### Grupo A
|    | Equipo           | PJ | G | E | P | GF | GC | Dif | Pts |
| -- | ---------------- | -- | - | - | - | -- | -- | --- | --- |
| 1º | Alianza Lima     | 14 | 7 | 6 | 1 | 20 | 8  | +12 | 27  |
| 2º | Juan Aurich      | 14 | 7 | 3 | 4 | 32 | 20 | +12 | 24  |
| 3º | León de Huánuco  | 14 | 6 | 6 | 2 | 20 | 15 | +5  | 24  |
| 4º | Sporting Cristal | 14 | 5 | 5 | 4 | 26 | 21 | +5  | 20  |
| 5º | Real Garcilaso   | 14 | 5 | 4 | 5 | 20 | 15 | +5  | 19  |
| 6º | Unión Comercio   | 14 | 3 | 6 | 5 | 15 | 25 | -10 | 15  |
| 7º | Inti Gas         | 14 | 3 | 3 | 8 | 17 | 31 | -14 | 12  |
| 8º | San Simón        | 14 | 2 | 3 | 9 | 10 | 25 | -15 | 9   |

|                  | AL  | INT | JA  | LHU | RG  | SS  | SC  | UC  |
| ---------------- | --- | --- | --- | --- | --- | --- | --- | --- |
| Alianza Lima     |     | 4-0 | 1-1 | 0-0 | 1-0 | 2-0 | 1-0 | 2-0 |
| Inti Gas         | 1-1 |     | 3-2 | 1-2 | 2-0 | 4-0 | 1-3 | 1-1 |
| Juan Aurich      | 1-3 | 3-1 |     | 3-2 | 1-0 | 4-0 | 5-1 | 4-0 |
| León de Huánuco  | 0-0 | 3-0 | 1-1 |     | 1-1 | 1-0 | 1-1 | 4-3 |
| Real Garcilaso   | 1-0 | 4-0 | 2-2 | 1-3 |     | 1-0 | 1-1 | 3-0 |
| San Simón        | 1-2 | 2-2 | 1-3 | 1-2 | 2-1 |     | 2-1 | 0-0 |
| Sporting Cristal | 2-2 | 5-1 | 2-0 | 3-0 | 0-3 | 1-1 |     | 5-2 |
| Unión Comercio   | 1-1 | 1-0 | 3-2 | 0-0 | 2-2 | 1-0 | 1-1 |     |

|  | Clasifica a la final del Torneo del Inca. |

#### Primera vuelta
| Real Garcilaso  | 1 - 1 | Sporting Cristal | Municipal de Urcos | 15 de febrero | 13:15 |  |
| Juan Aurich     | 3 - 1 | Inti Gas         | Elías Aguirre      | 15 de febrero | 17:45 |  |
| San Simón       | 0 - 0 | Unión Comercio   | 25 de Noviembre    | 16 de febrero | 13:15 |  |
| León de Huánuco | 0 - 0 | Alianza Lima     | Heraclio Tapia     | 16 de febrero | 15:30 |  |

| Inti Gas         | 4 - 0 | San Simón       | Ciudad de Cumaná     | 22 de febrero | 11:00 |  |
| Alianza Lima     | 1 - 1 | Juan Aurich     | Alejandro Villanueva | 22 de febrero | 17:45 |  |
| Sporting Cristal | 3 - 0 | León de Huánuco | Alberto Gallardo     | 23 de febrero | 11:00 |  |
| Unión Comercio   | 2 - 2 | Real Garcilaso  | Regional IPD         | 23 de febrero | 13:15 |  |

| Real Garcilaso   | 4 - 0 | Inti Gas        | Municipal de Urcos | 1 de marzo | 13:15 |   |
| Juan Aurich      | 3 - 2 | León de Huánuco | Elías Aguirre      | 1 de marzo | 17:45 |   |
| Sporting Cristal | 5 - 2 | Unión Comercio  | Alberto Gallardo   | 2 de marzo | 11:00 |   |
| San Simón        | 1 - 2 | Alianza Lima    | 25 de Noviembre    | 2 de marzo | 15:30 | - |

| León de Huánuco | 1 - 0 | San Simón        | Heraclio Tapia       | 8 de marzo | 13:15 |  |
| Inti Gas        | 1 - 3 | Sporting Cristal | Ciudad de Cumaná     | 8 de marzo | 15:30 |  |
| Juan Aurich     | 4 - 0 | Unión Comercio   | Elías Aguirre        | 8 de marzo | 17:45 |  |
| Alianza Lima    | 1 - 0 | Real Garcilaso   | Alejandro Villanueva | 8 de marzo | 20:00 |  |

| Unión Comercio   | 1 - 0 | Inti Gas        | Regional IPD       | 15 de marzo | 11:00 |  |
| San Simón        | 0 - 1 | Juan Aurich     | 25 de Noviembre    | 16 de marzo | 11:00 |  |
| Sporting Cristal | 2 - 2 | Alianza Lima    | Estadio Nacional   | 16 de marzo | 15:30 |  |
| Real Garcilaso   | 1 - 3 | León de Huánuco | Municipal de Urcos | 17 de marzo | 13:15 |  |

| San Simón       | 2 - 1 | Real Garcilaso   | 25 de Noviembre      | 22 de marzo | 13:30 |  |
| Juan Aurich     | 5 - 1 | Sporting Cristal | Elías Aguirre        | 22 de marzo | 11:00 |  |
| Alianza Lima    | 2 - 0 | Unión Comercio   | Alejandro Villanueva | 22 de marzo | 18:00 |  |
| León de Huánuco | 3 - 0 | Inti Gas         | Heraclio Tapia       | 23 de marzo | 11:00 |  |

| Real Garcilaso   | 2 - 2 | Juan Aurich     | Municipal de Urcos | 28 de marzo | 12:00 |  |
| Sporting Cristal | 1 - 1 | San Simón       | Alberto Gallardo   | 29 de marzo | 11:00 |  |
| Unión Comercio   | 0 - 0 | León de Huánuco | Regional IPD       | 30 de marzo | 11:00 |  |
| Inti Gas         | 1 - 1 | Alianza Lima    | Ciudad de Cumaná   | 30 de marzo | 15:30 |  |

#### Segunda vuelta
| Inti Gas         | 1 - 2 | Juan Aurich     | Ciudad de Cumaná     | 5 de abril | 13:15 |  |
| Alianza Lima     | 0 - 0 | León de Huánuco | Alejandro Villanueva | 5 de abril | 15:30 |  |
| Unión Comercio   | 1 - 0 | San Simón       | Regional IPD         | 6 de abril | 11:00 |  |
| Sporting Cristal | 0 - 3 | Real Garcilaso  | Alberto Gallardo     | 6 de abril | 15:30 |  |

| San Simón       | 2 - 2 | Inti Gas         | 25 de Noviembre    | 12 de abril | 11:00 |  |
| Real Garcilaso  | 3 - 0 | Unión Comercio   | Municipal de Urcos | 13 de abril | 11:00 |  |
| León de Huánuco | 1 - 1 | Sporting Cristal | Heraclio Tapia     | 13 de abril | 13:15 |  |
| Juan Aurich     | 1 - 3 | Alianza Lima     | Elías Aguirre      | 13 de abril | 16:00 |  |

| Inti Gas        | 2 - 0 | Real Garcilaso   | Ciudad de Cumaná     | 18 de abril | 13:15 |  |
| Unión Comercio  | 1 - 1 | Sporting Cristal | Regional IPD         | 19 de abril | 13:00 |  |
| León de Huánuco | 1 - 1 | Juan Aurich      | Heraclio Tapia       | 20 de abril | 13:00 |  |
| Alianza Lima    | 2 - 0 | San Simón        | Alejandro Villanueva | 20 de abril | 17:45 |  |

| San Simón        | 1 - 2 | León de Huánuco | 25 de Noviembre    | 26 de abril | 11:00 |  |
| Sporting Cristal | 5 - 1 | Inti Gas        | Alberto Gallardo   | 27 de abril | 11:00 |  |
| Unión Comercio   | 3 - 2 | Juan Aurich     | Regional IPD       | 27 de abril | 13:15 |  |
| Real Garcilaso   | 1 - 0 | Alianza Lima    | Municipal de Urcos | 27 de abril | 15:30 |  |

| León de Huánuco | 1 - 1 | Real Garcilaso   | Heraclio Tapia   | 2 de mayo | 15:30 |  |
| Alianza Lima    | 1 - 0 | Sporting Cristal | Estadio Nacional | 3 de mayo | 18:00 |  |
| Juan Aurich     | 4 - 0 | San Simón        | Elías Aguirre    | 3 de mayo | 20:30 |  |
| Inti Gas        | 1 - 1 | Unión Comercio   | Ciudad de Cumaná | 4 de mayo | 11:00 |  |

| Real Garcilaso   | 1 - 0 | San Simón       | Municipal de Urcos | 11 de mayo | 15:30 | - |
| Unión Comercio   | 1 - 1 | Alianza Lima    | Regional IPD       | 11 de mayo | 15:30 |   |
| Inti Gas         | 1 - 2 | León de Huánuco | Ciudad de Cumaná   | 11 de mayo | 15:30 | - |
| Sporting Cristal | 2 - 0 | Juan Aurich     | Alberto Gallardo   | 11 de mayo | 15:30 |   |

| San Simón       | 2 - 1 | Sporting Cristal | 25 de Noviembre      | 18 de mayo | 13:00 |   |
| Alianza Lima    | 4 - 0 | Inti Gas         | Alejandro Villanueva | 18 de mayo | 15:30 |   |
| León de Huánuco | 4 - 3 | Unión Comercio   | Heraclio Tapia       | 18 de mayo | 15:30 | - |
| Juan Aurich     | 1 - 0 | Real Garcilaso   | Elías Aguirre        | 18 de mayo | 15:30 | - |

### Grupo B
|    | Equipo           | PJ | G | E | P | GF | GC | Dif | Pts |
| -- | ---------------- | -- | - | - | - | -- | -- | --- | --- |
| 1º | U. San Martín    | 14 | 8 | 1 | 5 | 26 | 19 | +7  | 25  |
| 2º | U. César Vallejo | 14 | 7 | 3 | 4 | 23 | 15 | +8  | 24  |
| 3º | FBC Melgar       | 14 | 6 | 4 | 4 | 18 | 11 | +7  | 22  |
| 4º | UTC              | 14 | 5 | 5 | 4 | 14 | 18 | -4  | 20  |
| 5° | Los Caimanes     | 14 | 4 | 6 | 4 | 16 | 16 | 0   | 18  |
| 6º | Sport Huancayo   | 14 | 4 | 5 | 5 | 16 | 22 | -6  | 17  |
| 7º | Universitario    | 14 | 3 | 6 | 5 | 11 | 13 | -2  | 15  |
| 8º | Cienciano (1)    | 14 | 3 | 2 | 9 | 9  | 19 | -10 | 7   |

|                  | CIE | MEL | LC  | SHU | UCV | USM | U   | UTC |
| ---------------- | --- | --- | --- | --- | --- | --- | --- | --- |
| Cienciano        |     | 0-0 | 0-3 | 1-2 | 0-1 | 3-0 | 1-0 | 2-2 |
| Melgar           | 3-0 |     | 1-1 | 2-0 | 2-1 | 2-0 | 0-1 | 3-0 |
| Los Caimanes     | 2-1 | 1-0 |     | 2-2 | 2-3 | 1-4 | 1-0 | 1-1 |
| Sport Huancayo   | 0-1 | 2-2 | 0-0 |     | 2-2 | 3-2 | 1-0 | 1-1 |
| U. César Vallejo | 1-0 | 0-1 | 1-1 | 5-0 |     | 1-4 | 1-1 | 3-0 |
| U. San Martín    | 2-0 | 3-1 | 1-0 | 1-0 | 2-1 |     | 2-3 | 2-0 |
| Universitario    | 2-0 | 1-1 | 0-0 | 1-3 | 0-1 | 1-1 |     | 1-1 |
| UTC              | 1-0 | 1-0 | 2-1 | 2-0 | 0-2 | 3-2 | 0-0 |     |

|  | Clasificado a la final del Torneo del Inca.  |
|  | Empezará el Torneo Apertura con (-3) puntos. |

#### Primera vuelta
| U. San Martín  | 2 - 0 | Cienciano        | Alberto Gallardo    | 14 de febrero | 16:00 |  |
| UTC            | 1 - 0 | FBC Melgar       | Héroes de San Ramón | 15 de febrero | 15:30 |  |
| Universitario  | 0 - 1 | U. César Vallejo | Monumental          | 15 de febrero | 20:00 |  |
| Sport Huancayo | 0 - 0 | Los Caimanes     | Huancayo            | 16 de febrero | 11:00 |  |

| Cienciano        | 2 - 2 | UTC de Cajamarca | Municipal de Urcos | 22 de febrero | 13:15 |  |
| FBC Melgar       | 2 - 0 | Sport Huancayo   | Monumental UNSA    | 22 de febrero | 15:30 |  |
| U. César Vallejo | 1 - 4 | U. San Martín    | Mansiche           | 22 de febrero | 20:00 |  |
| Los Caimanes     | 1 - 0 | Universitario    | Elías Aguirre      | 23 de febrero | 15:30 |  |

| UTC              | 3 - 2 | U. San Martín | Héroes de San Ramón | 28 de febrero | 15:30 |  |
| U. César Vallejo | 1 - 1 | Los Caimanes  | Mansiche            | 1 de marzo    | 15:30 |  |
| Universitario    | 1 - 1 | FBC Melgar    | Monumental          | 1 de marzo    | 20:00 |  |
| Sport Huancayo   | 0 - 1 | Cienciano     | Huancayo            | 2 de marzo    | 13:15 |  |

| U. San Martín    | 1 - 0 | Sport Huancayo   | Alberto Gallardo     | 7 de marzo | 13:15 |  |
| UTC de Cajamarca | 2 - 1 | Los Caimanes     | Héroes de San Ramón  | 7 de marzo | 15:30 |  |
| FBC Melgar       | 2 - 1 | U. César Vallejo | Monumental UNSA      | 9 de marzo | 13:15 |  |
| Cienciano        | 1 - 0 | Universitario    | Municipal de Espinar | 9 de marzo | 15:30 |  |

| Sport Huancayo   | 1 - 1 | UTC           | Mariscal Castilla         | 15 de marzo | 13:15 |  |
| U. César Vallejo | 1 - 0 | Cienciano     | Mansiche                  | 15 de marzo | 15:30 |  |
| Universitario    | 1 - 1 | U. San Martín | Monumental                | 15 de marzo | 19:30 |  |
| Los Caimanes     | 1 - 0 | FBC Melgar    | Francisco Mendoza Pizarro | 16 de marzo | 13:30 |  |

| U. San Martín  | 1 - 0 | Los Caimanes     | Miguel Grau          | 21 de marzo | 15:30 |  |
| Sport Huancayo | 2 - 2 | U. César Vallejo | Huancayo             | 22 de marzo | 11:00 |  |
| Cienciano      | 0 - 0 | FBC Melgar       | Municipal de Espinar | 23 de marzo | 13:15 |  |
| UTC            | 0 - 0 | Universitario    | Héroes de San Ramón  | 23 de marzo | 15:30 |  |

| FBC Melgar       | 2 - 0 | U. San Martín  | Monumental UNSA           | 29 de marzo | 13:15 |  |
| U. César Vallejo | 3 - 0 | UTC            | Mansiche                  | 29 de marzo | 15:30 |  |
| Los Caimanes     | 2 - 1 | Cienciano      | Francisco Mendoza Pizarro | 30 de marzo | 13:15 |  |
| Universitario    | 1 - 3 | Sport Huancayo | Monumental                | 30 de marzo | 17:45 |  |

#### Segunda vuelta
| Los Caimanes     | 2 - 2 | Sport Huancayo | Francisco Mendoza Pizarro | 4 de abril | 13:00 |  |
| U. César Vallejo | 1 - 1 | Universitario  | Mansiche                  | 4 de abril | 20:00 |  |
| FBC Melgar       | 3 - 0 | UTC            | Monumental UNSA           | 5 de abril | 18:00 |  |
| Cienciano        | 3 - 0 | U. San Martín  | Municipal de Urcos        | 6 de abril | 13:15 |  |

| UTC            | 1 - 0 | Cienciano        | Héroes de San Ramón | 11 de abril | 15:30 |  |
| Sport Huancayo | 2 - 2 | FBC Melgar       | Huancayo            | 12 de abril | 13:15 |  |
| U. San Martín  | 2 - 1 | U. César Vallejo | Miguel Grau         | 12 de abril | 15:30 |  |
| Universitario  | 0 - 0 | Los Caimanes     | Estadio Nacional    | 13 de abril | 18:15 |  |

| Cienciano     | 1 - 2 | Sport Huancayo   | Municipal de Urcos        | 16 de abril | 13:15 |   |
| Los Caimanes  | 2 - 3 | U. César Vallejo | Francisco Mendoza Pizarro | 18 de abril | 16:00 |   |
| U. San Martín | 2 - 0 | UTC              | Miguel Grau               | 19 de abril | 15:30 |   |
| FBC Melgar    | 0 - 1 | Universitario    | Monumental UNSA           | 20 de abril | 15:30 | - |

| Los Caimanes     | 1 - 1 | UTC           | Elías Aguirre | 25 de abril | 16:00 |  |
| Sport Huancayo   | 3 - 2 | U. San Martín | Huancayo      | 26 de abril | 13:15 |  |
| U. César Vallejo | 0 - 1 | FBC Melgar    | Mansiche      | 26 de abril | 18:30 |  |
| Universitario    | 2 - 0 | Cienciano     | Miguel Grau   | 27 de abril | 18:00 |  |

| FBC Melgar    | 1 - 1 | Los Caimanes     | Monumental UNSA     | 3 de mayo | 13:30 |  |
| UTC           | 2 - 0 | Sport Huancayo   | Héroes de San Ramón | 3 de mayo | 15:45 |  |
| Cienciano     | 0 - 1 | U. César Vallejo | Municipal de Urcos  | 4 de mayo | 13:15 |  |
| U. San Martín | 2 - 3 | Universitario    | Miguel Grau         | 4 de mayo | 15:30 |  |

| FBC Melgar       | 3 - 0 | Cienciano      | Monumental UNSA  | 10 de mayo | 15:30 |   |
| Universitario    | 1 - 1 | UTC            | Estadio Nacional | 10 de mayo | 15:30 |   |
| U. César Vallejo | 5 - 0 | Sport Huancayo | Mansiche         | 10 de mayo | 15:30 | - |
| Los Caimanes     | 1 - 4 | U. San Martín  | Elías Aguirre    | 10 de mayo | 15:30 | - |

| U. San Martín  | 3 - 1 | FBC Melgar       | Miguel Grau         | 17 de mayo | 15:30 |   |
| UTC            | 0 - 2 | U. César Vallejo | Héroes de San Ramón | 17 de mayo | 15:30 |   |
| Cienciano      | 0 - 3 | Los Caimanes     | Municipal de Urcos  | 17 de mayo | 15:30 | - |
| Sport Huancayo | 1 - 0 | Universitario    | Huancayo            | 18 de mayo | 15:30 |   |

## Final
Los ganadores de cada grupo jugarán a una sola final en cancha neutral, elegida por la Junta Directiva de la ADFP.
| 21 de mayo de 2014, 20:00 | Alianza Lima                                      | 3:3 (0:2; 2:2) (t. s.)(1:1 t. s.)(5:3 p.) | U. San Martín                               | Estadio Miguel Grau, Callao                                      |                                                                  |
|                           | Aparicio 84' · Guevgeozián 90+2' · Montes 110'    | Reporte                                   | Perea 15' (pen.) · Silva 28' · Ubierna 111' | Asistencia: 13.239 espectadores Árbitro(s): Víctor Hugo Carrillo | Asistencia: 13.239 espectadores Árbitro(s): Víctor Hugo Carrillo |
|                           |                                                   | Tiros desde el punto penal                |                                             |                                                                  |                                                                  |
|                           | Ibáñez · Aparicio · Ponce · Aguirre · Guevgeozián |                                           | Ballón · Vásquez · Fernández · Hinostroza   |                                                                  |                                                                  |

### Clasificados
| (Ganador Torneo del Inca) Alianza Lima Clasificado a Copa Libertadores 2015 como «Perú 3» | (2.º lugar Torneo del Inca) U. San Martín Clasificado a Copa Sudamericana 2015 como «Perú 4» |

|                             |
|                             |
| Campeón del Torneo del Inca |
| Alianza Lima                |
| 1.er título                 |

## Goleadores
| Jugador           | Equipo           | Goles |
| ----------------- | ---------------- | ----- |
| Luis Perea        | U. San Martín    | 12    |
| Germán Pacheco    | Juan Aurich      | 10    |
| Mauro Guevgeozián | Alianza Lima     | 9     |
| Carlos Orejuela   | Inti Gas         | 7     |
| Roberto Jiménez   | Los Caimanes     | 7     |
| Irven Ávila       | Sporting Cristal | 7     |
| Ysrael Zúñiga     | FBC Melgar       | 6     |
| Carlos Lobatón    | Sporting Cristal | 6     |
| Santiago Silva    | U. San Martín    | 6     |
| Johan Fano        | León de Huánuco  | 6     |
| Alfredo Ramúa     | Real Garcilaso   | 5     |
| Carlos Preciado   | León de Huánuco  | 5     |
| Víctor Rossel     | Sport Huancayo   | 5     |
| Ronald Quinteros  | U. César Vallejo | 5     |
| Hernán Rengifo    | Juan Aurich      | 5     |
| Andy Pando        | U. César Vallejo | 5     |